# Аччайоли, Донато
Донато Аччайоли (итал. Donato Acciaiuoli, Acciaiolus; 15 марта 1429, Флоренция -† 28 августа 1478, Милан) — флорентийский учёный, государственный деятель, философ, гуманист эпохи Возрождения, математик, писатель

, переводчик.

## Биография
Представитель флорентийского рода Аччайоли, одного из самых богатых во Флоренции. Получил начальное образование во Флоренции, частично в светских братствах, частично в доминиканском монастыре Сан-Марко. Учился логике под руководством Якопо Пикколомини-Амманнати. Позже, с 1450 года изучал древнегреческий язык. Среди его преподавателей были выдающиеся итальянские гуманисты Франческо ди Кастильоне, Карло Марсуппини и византийско-итальянский философ Иоанн Аргиропул. Аргиропулос оказал значительное влияние на его интеллектуальное развитие.
С 1391 года был Гонфалоньером справвдливости (Правосудия) (Gonfaloniere di Giustizia), одним из девяти граждан, избираемых по жребию каждые два месяца, которые формировали правительство (Синьория) Флоренции, ведая городской военной силой, обладая правом созыва советов и инициативы законов.
Из его сочинений дошло до нас «Caroli Magni vita» (Менкен, «Scriptores rerum Germanicarum», т. I), латинский перевод некоторых жизнеописаний Плутарха (1470) и часто печатавшийся комментарий к «Этике» Аристотеля. ves (Флоренция, 1478); Ему принадлежат также биографии Ганнибала, Сципиона и Карла Великого, а также биография великого сенешаля Неаполитанского королевства Никколо Аччиоли по Маттео Пальмиери.
Умер в Милане в 1478 году, когда направлялся в Париж, чтобы просить помощи у короля Людовика XI от имени флорентийцев против папы Сикста IV.
Его сын Роберто Аччайоли занимал первое место среди сторонников партии Медичи во время перехода от республики к княжеству.